# Compagnia di Santa Concordia

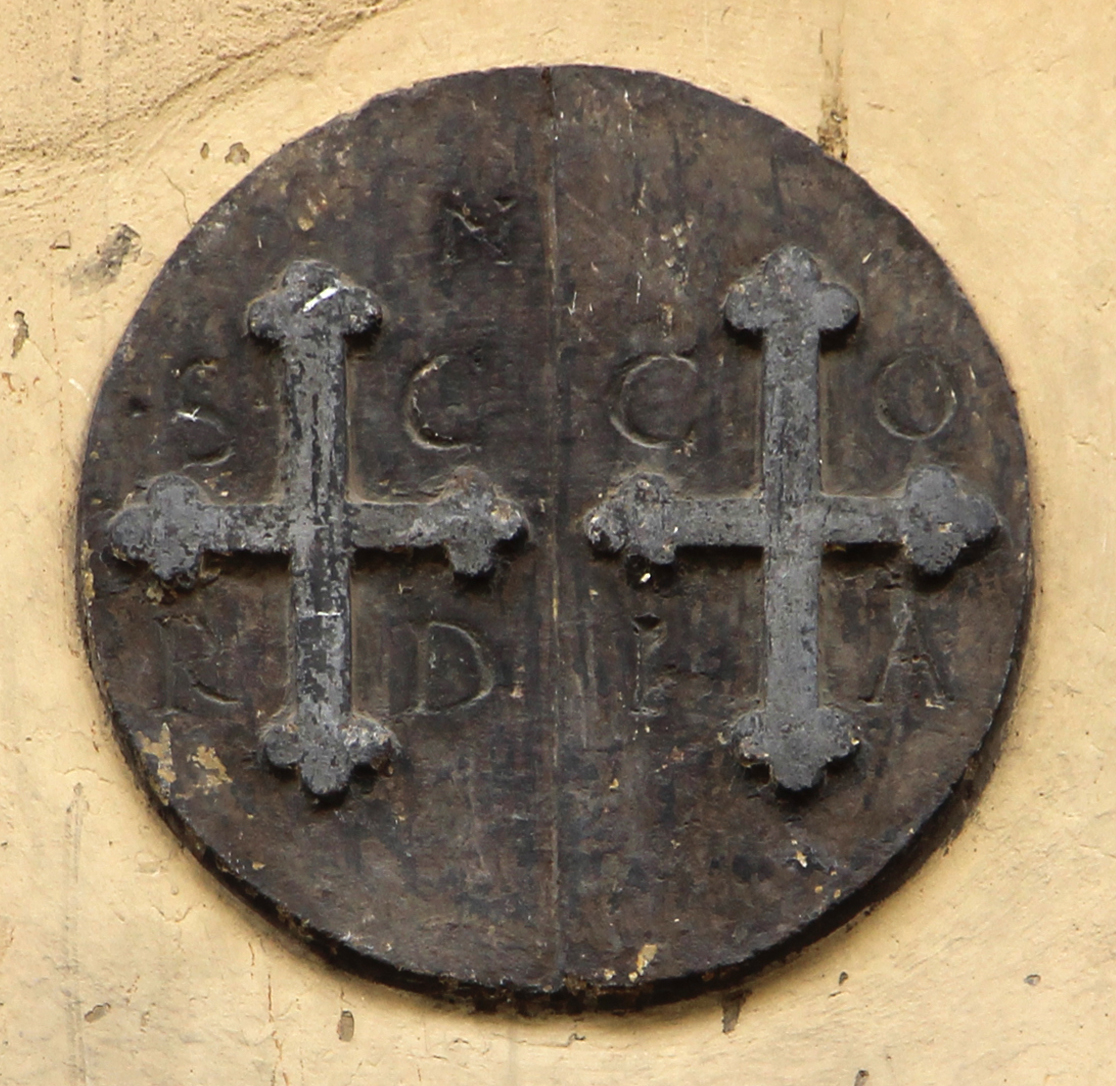
Stemma della Compagnia nell'ex-sede in via Panicale

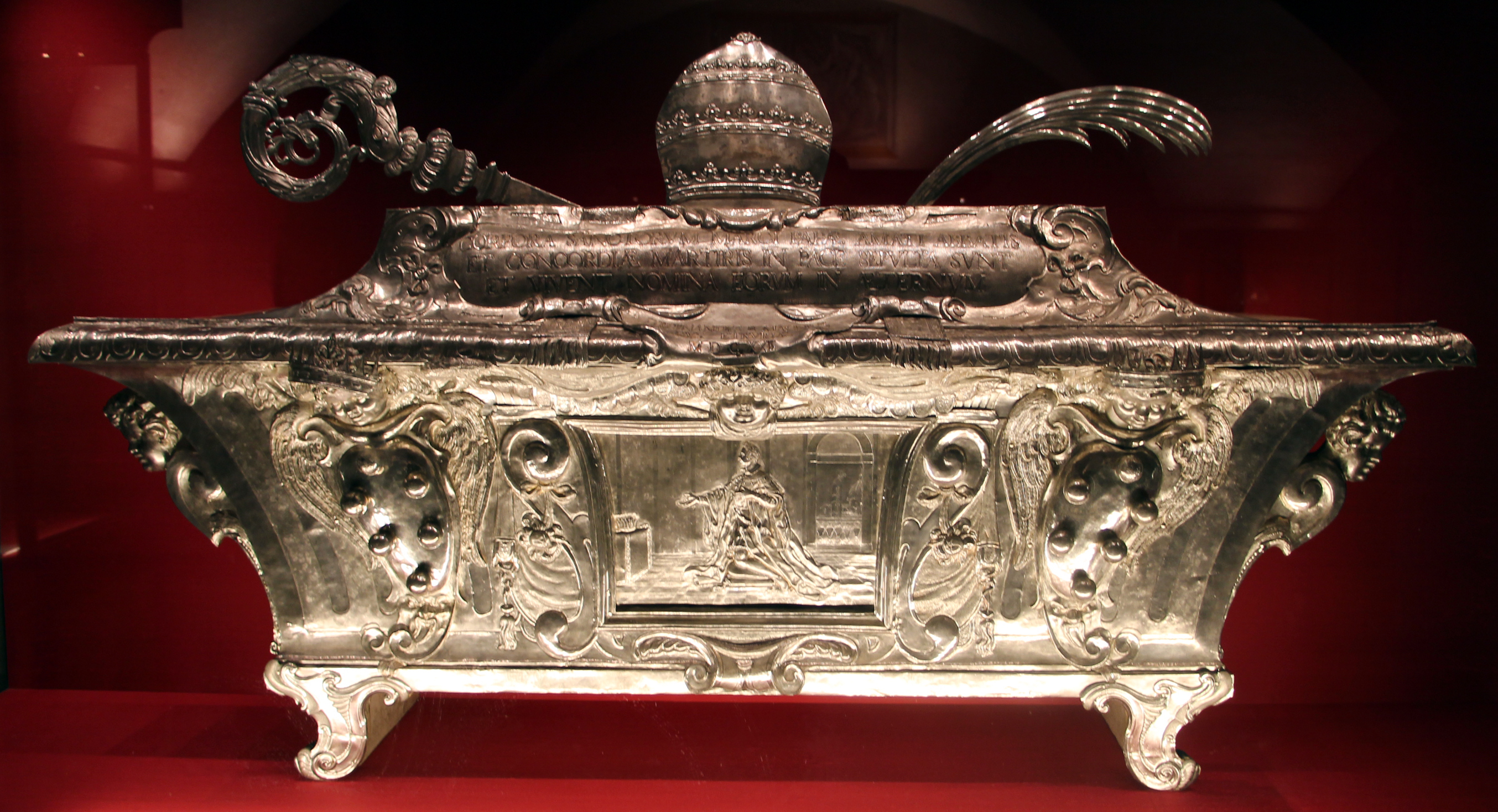
Il reliquiario dei santi Marco papa, Amato abate e Concordia martire, 1622, Tesoro di San Lorenzo

La Compagnia di Santa Concordia era un'antica confraternita di Firenze.

## Storia
La confraternita esisteva già al 20 gennaio 1436, data dei primi statuti pervenutici, e si riuniva nei pressi della chiesa di San Barnaba, all'indirizzo attuale di via Panicale 12, dove esiste ancora un pietrino della Compagnia. La scelta dell'oscura santa "Concordia", leggendaria balia di sant'Ippolito, era legata al nome che richiamasse la pacificazione nata vittoria di Campaldino, avvenuta il giorno di san Barnaba, santo per il quale era stata creata la vicina chiesa. 
Il 6 giugno 1446, la Compagnia ricevette da Eugenio IV una Bolla d'indulgenza. Nel 1506 venne stabilito un tetto massimo di cento fratelli, che potevano essere anche donne. 
Le riunioni ("tornate") si tenevano la prima e la terza domenica del mese, il giorno dei santi Ippolito e Concordia (13 agosto), la Domenica delle Palme, la Candelora, il primo gennaio, il primo maggio, e per i funerali dei confratelli. Il giorno di Pasqua la Compagnia celebrava un suffragio in San Barnaba per le anime dei confratelli defunti, e ad agosto con una funzione simile si suffragava l'anima di Antonio di Gaggione, che aveva lasciato una cospicua eredità e una casa alla confraternita.
Era curioso come per l'espiazione di certi peccati gravi, come la bestemmia, l'adulterio, la violenza contro i genitori, la sodomia o il gioco d'azzardo, fosse prevista una multa via via crescente e un pellegrinaggio che per la prima "caduta" consisteva nell'andare a San Miniato al Monte, per la seconda a Fiesole, per la terza alla Madonna dell'Impruneta. Perseverando si rischiava la "rasura", cioè l'espulsione dal sodalizio.
Inoltre in San Lorenzo era credenza che fossero state rinvenute sotto la chiesa nel 1622 le reliquie di santa Concordia, assieme a quelle di san Marco papa e Amato abate, custodite in un reliquiario appositamente creato da Cosimo Merlini il Vecchio, che i confratelli si recavano ad adorare nella solennità del 13 agosto. 
Come moltissime altre confraternite toscane, fu soppressa da Pietro Leopoldo nel 1785.

## Stemma e simboli
Lo stemma della Compagnia è  partito, nel primo doro alla croce latina di rosso, nel secondo di rosso alla croce d'oro.